# Chiarbola Ponziana Calcio
Il Circolo Sportivo Ponziana 1912 è una società calcistica italiana di Trieste. Milita in Eccellenza, quinta serie del campionato italiano di calcio.
Il Comitato Regionale F.V.G. ha ratificato il cambio di denominazione sociale della società triestina dell'A.S.D. Chiarbola Calcio in A.S.D. Chiarbola Ponziana Calcio. Il cambio è stato fatto per far rivivere appunto il Ponziana, che viene inserito nel girone C del campionato di Prima Categoria 2016-2017.

## Storia

### Le origini
La società è nata nel 1912 da un gruppo di amanti del calcio del rione triestino operaio di San Giacomo. La squadra fino alla prima guerra mondiale disputa diversi incontri amichevoli con squadre del circondario e dell'Istria.
Nel 1918 il Ponziana si fonde con il Foot-Ball Club Trieste nell'Unione Sportiva Triestina.

### Gli anni Venti
Nel 1920 il Ponziana riprese vita e partecipò a campionati regionali. La sua fu un'ascesa rapida, e nel 1927 era già in I Divisione, la B dell'epoca.
Nel 1928 accadde qualcosa di imprevisto: il regime fascista impose la fusione tra il Ponziana e l'Edera (in questa fusione doveva entrare anche la Triestina), nacque quindi l'ASPE (Associazione Sportiva Ponziana Edera) con maglia bianca cerchiata di nero, rosso e azzurro sormontati dalla Torre di Trieste, e al braccio un nastrino tricolore a ricordare il titolo di Seconda Divisione appena conquistato dall'Edera. Questa fusione non fu però gradita a tutti gli appartenenti al sodalizio biancoceleste, che decisero di ripartire dalla I Categoria uliciana con il nome di Ponzianini Erranti.

### Gli anni prima della guerra
Nel 1930 l'ASPE si fondeva con il Gruppo Sportivo Cantieri San Marco dando vita all'Esperia. L'anno successivo, la neonata società riprendeva il nome di Ponziana, giungendo 5º in I Divisione, campionato che vedeva tra le partecipanti squadre del calibro di Fiumana, Grion Pola, Mestrina, Vicenza, Mantova e Treviso.

Questi anni sono caratterizzati da piazzamenti di medio-alta classifica, con alcuni acuti, come nel 1937/38 (3º posto) e nel 1940/41 (altro 3º posto). La squadra resta sempre nel terzo livello del calcio italiano, con l'eccezione del 1935/36, nel quale il Ponziana militò (in seguito alla riforma che creò la serie C) in I Divisione Regionale (quarto livello).

### In Italia o in Jugoslavia?
Nella stagione 1943-1944, con la sospensione dei campionati regolari stabilita nel 1943 per cause di forza maggiore dovute alla guerra, il Ponziana partecipò al girone della Venezia Giulia del campionato Alta Italia, terminandolo all'ottavo e ultimo posto con solo 7 punti. La società rimase inattiva nella stagione successiva, non iscrivendosi alla "Coppa Litorale Adriatico" organizzato dal Direttorio V Zona. Nel maggio 1945, sul finire della guerra, la città di Trieste fu occupata, con mire annessionistiche, dall'esercito jugoslavo e dal mese successivo dagli anglo-americani, in attesa del trattato di pace che avrebbe definito i nuovi confini orientali dell'Italia.
L'8 luglio 1945 l'assemblea dei soci della S.S. Ponziana, convocata dal presidente Caligaris, sancì il cambio di denominazione in Circolo Sportivo Ponziana. Il club richiese invano, insieme ai concittadini dell'Edera, l'ammissione al campionato di Serie B-C Alta Italia venendo invece inserito nel girone A della Serie C Alta Italia 1945-1946. La complicatissima situazione di Trieste non contribuì a creare un clima sereno, anzi. Dopo l'ennesimo respingimento della richiesta di ammissione in Serie B, nell'estate 1946 diversi dirigenti della Ponziana, presieduta all'epoca da Edoardo Boltar, cominciarono a valutare seriamente la possibilità di iscrivere la società al massimo campionato jugoslavo. Altri dirigenti, tuttavia, erano contrari e intendevano iscrivere la società in Serie C, per cui all'assemblea del 29 ottobre 1946 fu raggiunto il seguente compromesso: il C.S. Ponziana avrebbe continuato a militare nella Serie C italiana, ma al contempo sarebbe stata fondata una nuova società, l'Amatori Ponziana Foot-Ball Club, che avrebbe militato nel massimo campionato jugoslavo, in contrapposizione alla Triestina che militava nella serie A italiana.
L'Amatori Ponziana si affiliò all'Unione dei Circoli di Educazione Fisica (nota in sloveno come Zveze društev za telesno vzgojo v Trstu) e il 21 ottobre 1946, in occasione della riunione plenaria della Fiskulturnog saveza Jugoslavije (Associazione della cultura fisica della Jugoslavia), fu stabilita la sua ammissione al massimo campionato jugoslavo in qualità di ospite. Giocò la sua prima partita di campionato il 1º novembre 1946 a Zagabria contro la Lokomotiva: finì 2-2 ed era l'ottava partita di campionato della Lokomotiva.
Il Ponziana "italiano", che militava invece in serie C, risultò sensibilmente indebolito dalla scissione con la perdita dei giocatori titolari dell'anno precedente (i quali accettarono di militare nel campionato jugoslavo nonostante il rischio concreto di pesanti squalifiche): dopo aver subito una truffa relativa al calciomercato, nel 1946/47 terminerà al 15º e ultimo posto il campionato con zero punti (complice una penalizzazione di tre punti per altrettanti forfait) e avrebbe dovuto retrocedere ma fu ripescato. La stagione seguente fu sensibilmente migliore, dato che la squadra terminò terza, dietro alle concittadine Edera e Libertas, ma non servì a molto, poiché (per una riforma dei campionati) retrocedette in Promozione.
Nel frattempo l'Amatori Ponziana, finanziato dal governo jugoslavo, nella stagione di esordio in Prva Liga dovette giocare i primi incontri interni in campo neutro perché il Governo Militare Alleato (AMGOT), per evitare eventuali problemi di ordine pubblico, gli aveva vietato di giocare in città (divieto che colpì anche la Triestina). Al termine della stagione si classificò solo quartultimo, ma per ragioni politiche la federazione jugoslava decise di graziarlo dalla retrocessione; per tutta risposta la FIGC decise, alcune settimane dopo, di applicare la stessa misura di ripescaggio alla Triestina, onde evitare che, con la società alabardata in Serie B, le partite dell'Amatori Ponziana divenissero le più importanti di Trieste. Nella stagione successiva riuscì invece a conquistare la salvezza sul campo, ma nella stagione 1948-1949 arrivò di nuovo la retrocessione.
Nel 1949 i due Ponziana si riunificarono: i giocatori che avevano giocato in Jugoslavia subirono una squalifica di sei mesi. La società jugoslava si posiziona al 35º posto nella classifica perpetua della Prva Liga.

### Gli anni Cinquanta
Nel 1950 la squadra ritornò in serie C, dove rimase fino al 1952, anno in cui retrocesse nella neonata IV Serie.
 Disputa le partite al Campo di Sant'Andrea di Trieste.
In quegli anni il Ponziana si affida a una serie di giovani, tra cui Fabio Cudicini, futuro portiere di Roma e Milan, e Giovanni Galeone. Del 1955 è il ritorno in IV Serie, che dura solo una stagione. Successivamente la squadra dovrà rinunciare per due volte alla promozione in Serie D per motivi economici, conseguendo però, nel 1960, il titolo di Campione d'Italia di I Categoria contro la Scafatese (a Rimini: Ponziana-Scafatese 1-1 d.t.s.; Ponziana campione per sorteggio).

### Gli anni Sessanta
Gli anni sessanta scorrono senza emozioni per il Ponziana, con alcune eccezioni: la Stella d'Oro al merito sportivo conferita dal CONI nel 1960 (che va ad aggiungersi a quella d'Argento) e la promozione in serie D del 1967; la quarta serie dura però solo una stagione (17º posto con 22 punti).

### Dagli anni Settanta al 2007

Una formazione del Ponziana nel campionato di Serie D 1974-1975

Con gli anni settanta il Ponziana riprende vigore, anche grazie al contemporaneo declino della Triestina. La Serie D 1974/75 presentò alla tifoseria una novità assoluta: il derby in campionato contro i rossoalabardati (anche se vi era un precedente nel Campionato Alta Italia del 1944). Il primo match ebbe luogo il 1º dicembre 1974, davanti ad oltre 20.000 spettatori. Decise l'incontro un gol del ponzianino Miorandi. Al ritorno l'incontro terminò 1-1. A fine stagione, pur se di poco, la Triestina (3º posto con 43 punti) precederà in classifica il Ponziana (4º posto e 40 punti). La stagione successiva fu meno fortunata: la Triestina tornò in serie C, mentre il Ponziana finì diciassettesimo e retrocesse in Promozione. Anche il 1976/77 finì con una retrocessione, stavolta in Prima Categoria.
Da allora il declino: nella stagione 2006/07 il Ponziana milita in Seconda Categoria. Il Ponziana nel campionato 2006/07 viene promosso in prima categoria, categoria nella quale resta un solo anno, dato che la stagione seguente la squadra viene promossa in Promozione.

### La dichiarazione di inattività e la rinascita
Le ultime 3 stagioni sono molto sofferte: ultima in classifica nella Promozione 2012-13 e retrocessione diretta senza passare per i play-out, terz'ultima in Prima Categoria 2013-14 e salvezza al play-out contro la Pro Gorizia (1-0 fuori casa in gara unica). La stagione 2014-15 inizia malissimo, la squadra non ha soldi né campo, non si iscrive neanche alla Coppa Regione, dopo 4 partite di campionato (4 sconfitte, 0 gol fatti, 12 subiti) la società annuncia il ritiro dal campionato con conseguente svincolo dei calciatori per la stessa tesserati.
Nell'estate 2016 il A.S.D. Chiarbola Calcio, neopromosso in Prima Categoria dopo i play-off, chiede ed ottiene dal Comitato Regionale F.V.G. di cambiare il nome in A.S.D. Chiarbola Ponziana Calcio per far rivivere la società ponzianina.
Domenica 29 aprile 2018, grazie alla vittoria per 3-0 contro l'AŠD Primorec, il Chiarbola Ponziana a una giornata dalla fine ha la certezza matematica della vittoria del campionato, e della promozione in Promozione.

## Giocatori

### Giocatori celebri
- Fabio Cudicini, nato a Trieste nel 1935, portiere del grande Milan di Nereo Rocco, ha iniziato la sua carriera nelle giovanili della squadra.
- Guglielmo Trevisan, prima di affermarsi come giocatore nella Triestina, ha anche militato nel Ponziana.
- Alberto Eliani, prima di affermarsi come calciatore a livello nazionale con le maglie di Roma e Fiorentina, ha militato per diverse stagioni nella squadra ponzianina.
- Valerio Gravisi, anche lui ha militato per diverse stagioni nel club ponzianino, prima di affermarsi a livello nazionale e giocare in Serie A con la maglia del Napoli.
- Giorgio Pitacco (calciatore), ha giocato in Serie A con la maglia della Triestina e ha militato nel club biancoceleste per diverse stagioni.
- Giorgio Ferrini, cresciuto nelle Giovanili del Ponziana prima di approdare, nel '55, al Torino, dove diventerà "La Diga".
- Giorgio Listuzzi, poi divenuto attore.

## Palmarès

### Competizioni regionali
- Promozione: 4

1949-1950 (girone A), 1955-1956 (girone B), 1973-1974, 2019-2020 (girone B)
- Prima Categoria: 4

1959-1960 (girone B), 1966-1967 (girone A), 1992-1993 (girone B), 2017-2018 (girone C)
- Campionato italiano di terza divisione: 2

1925-1926 (girone B), 1929-1930
- Seconda Categoria: 1

2006-2007 (girone D)

### Altri piazzamenti
- Serie C:

Secondo posto: 1940-1941 (girone A), 1945-1946 (girone A)
Terzo posto: 1937-1938 (girone A), 1939-1940 (girone A)
- Promozione:

Terzo posto: 1993-1994 (girone B)
- Prima Divisione:

Terzo posto: 1929-1930 (girone A)